# Фелін (Мазовецьке воєводство)
Фелін (пол. Felin) — село в Польщі, у гміні Гушлев Лосицького повіту Мазовецького воєводства.
Населення — 65 осіб (2011).
У 1975-1998 роках село належало до Білопідляського воєводства.

## Демографія
Демографічна структура станом на 31 березня 2011 року:
|          | Загалом | Допрацездатний вік | Працездатний вік | Постпрацездатний вік |
| -------- | ------- | ------------------ | ---------------- | -------------------- |
| Чоловіки | 39      | 8                  | 23               | 8                    |
| Жінки    | 26      | 5                  | 9                | 12                   |
| Разом    | 65      | 13                 | 32               | 20                   |